# Новостроївка (Павлоградський район)
Новостро́ївка — село в Україні, у Павлоградському районі Дніпропетровської області. Населення за переписом 2001 року становить 127 осіб.

## Географія
Село Новостроївка знаходиться 4,5 км від села Чаплинка. У селі бере початок Балка Лозова.

## Історія
До 2020 року орган місцевого самоврядування — Чаплинська сільська рада.
12 червня 2020 року, відповідно до розпорядження Кабінету Міністрів України № 709-р «Про визначення адміністративних центрів та затвердження територій територіальних громад Дніпропетровської області», увійшло до складу Юр'ївської селищної громади.
19 липня 2020 року, в результаті адміністративно-територіальної реформи та ліквідації Юр'ївського району, село увійшло до складу Павлоградського району.

## Інтернет-посилання
- Погода в селі Новостроївка